# 킬린시아
킬린시아 또는 키린샤(학명: Kylinxia)는 2020년에 논문으로 발표된 멸종한 절지동물의 한 속이다. 남중국 지역에 위치하는 위안산층(마오텐산 혈암층)에서 발견한 화석 표본 여섯 점에 대한 논문이 발표되었다. 이 여섯 개의 표본은 한 종으로 통합되어 킬린시아 장이(학명: Kylinxia zhangi)라는 생물 학명을 받았다. 5억 1800만 년 전까지 거슬러 가 보면 이 화석은 캄브리아기에 속하는 것을 알게 된다. 한 기자회견에서 2020년 11월 4일 발견에 따른 발표가 있었다. 남경지질고생물연구소(南京地質古生物硏究所) 소속의 정한(曾晗) 연구원이 밝힌 것에 따르면, 이 동물은 아노말로카리스와 진정절지동물 사이의 진화 간극을 메우고 절지동물의 기원에 핵심적인 '잃어버린 연결고리'를 형성하고, 다윈의 진화론에서 이미 예견된 바가 있다고 하였다. 같은 날, 앞 내용의 논문이 네이처 지에 수록되었다.

## 발견
킬린시아는 2019년 남중국 윈난성에 위치하는 위안산 지층의 마오텐산 혈암층 사이에서 발견한 것으로서, 중국과학원(中国科学院) 산하 남경지질고생물연구소 소속의 정한, 자오팡천(赵方臣), 황디빙 이 세 사람은 앞 내용에서 언급한 논문과 분류명을 2020년에 네이처 지에 기고하였다. 그들은 잘 보존된 완벽한 표본 6점을 발굴하였다. 모식표본 전부 남경지질고생물연구소에서 보관 중에 있으며 추가 발굴 표본은 잉량 암석자연사박물관에서 관리 중에 있다.

### 이름 뜻
속명인 킬린시아(Kylinxia)의 뜻은 절지동물의 여러 특징이 섞였다는 것에서 왔는데, 속명의 접두어인 'kylin-'의 경우 동아시아의 전설 속 영수 중 하나인 '기린'(麒麟)에서 따온 것이다. 접미어인 '-xia'의 경우 한자로 '하'(蝦)라고 부르며 이는 '새우'를 뜻한다. 중국을 포함, 동아시아권에서 새우를 부를 때에 쓰이는 한자 단어이다. 다시 말해, '기린새우'라 부를 수 있는 것이다. 한어병음에 따라 '키린샤'라 부른다. 종명인 '장이'(zhangii)에서 'zhang'은 추가표본에 기여를 해준 장 예휘의 성을 붙인 것이다.

## 생김새

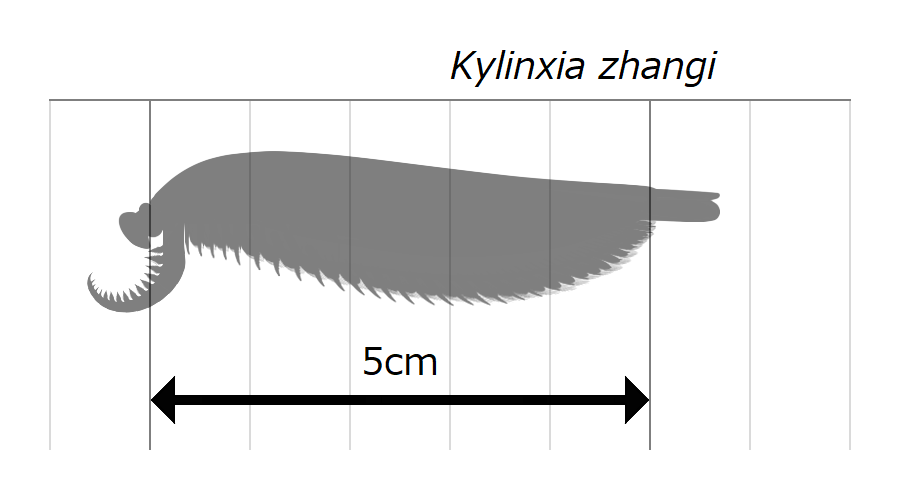
크기를 보여주는 그림

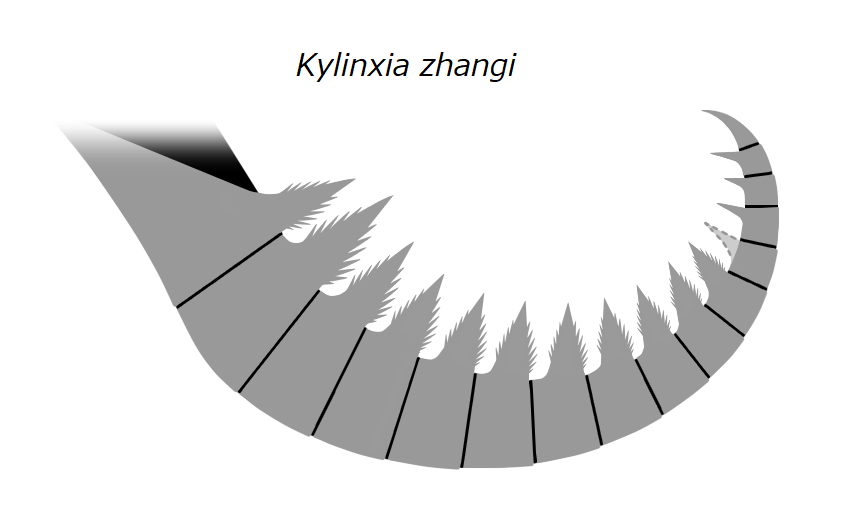
킬린시아의 전방 부속지

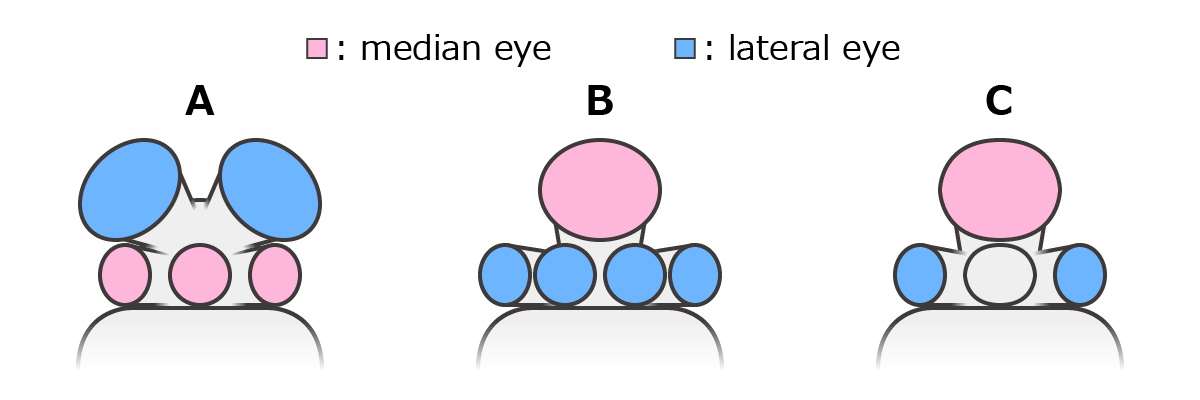
킬린시아의 눈의 위치에 대한 다양한 해석들.
분홍색: 가운뎃눈, 청색: 옆눈
A: 커다란 옆눈 한 쌍, 작은 가운뎃눈 3개 (Zeng et al. (2020) 이후)
B: 작은 옆눈 2쌍, 단일형 가운뎃눈 (Moysiuk and Caron (2022) 이후)
C: 작은 옆눈 1쌍, 단일형 큰 가운뎃눈, 옆눈 사이에는 후방 경판이 존재, (O’Flynn et al. (2023) 이후)

킬린시아는 조그마한 새우를 닮은 절지동물이다. 몸길이는 약 5cm에 달하며 몸의 가장 넓은 부분의 폭이 약 1.2cm이다. 몸통은 세 영역으로 세분화되었다. 주로 머리와 몸통, 그리고 배끝마디(pygidium)로 구성해 있다. 킬린시아는 오파비니아(눈), 라디오돈트목(전방 부속지), 대협류(Megacheira)(몸통)에게서 볼 수 있는 특징적인 여러 형질들이 섞여있는 모습을 갖추고 있다.
킬린시아의 머리를 메가케이라의 하이코우카리스의 것과 버금가는 둥근 뺨 모서리로 유합된 각판이 덮고 있다. 처음에는 초기 절지동물이라는 이야기도 있는 오파비니아와 비슷하게 머리에 눈자루가 달린 5개의 눈을 가지고 있었다는 설이 제시되기도 하였다. 그러나 2023년 이후의 연구에서는 3개의 눈만을 가지고 있으며 단 하나의 가운뎃눈과 2개의 옆눈이 있었음을 밝혔다. 오파비니아의 융합된 주둥이와 달리 머리 부분에는 대협류의 손 모양 거대 부속지를 닮은 부속지가 있는데, 각각 끝 부분과 쌍을 이루는 톱니 모양의 돌기를 가진, 융합되지 않은 16마디의 전방 부속지 한 쌍으로 구성해 있다. 이런 부분에 있어서는 아노말로카리스와 람스코엘디아(Ramskoeldia) 등의 라디오돈트목에서 보이는 점들(돌기 등)과 유사하다. 하지만 라디오돈트목과는 달리 전방 부속지는 위쪽 방향으로 맞대고 있으며 바깥 가시가 부족하거나 결여되어 있는데, 이 부분은 메가케이라의 대협각(great appendages)이 공유하는 형질이다.
다체절화한 메가케이라처럼 카일린시아의 몸통은 몸길이의 대부분을 차지하며, 각각 한 쌍의 부속지에 해당하는 최대 26개의 분할된 체절(배판背板)로 구성되어 있다.킬린시아의 몸통은 다체절화한 메가케이라와 비슷하게 몸뚱이 전체의 다수를 차지하며 총 26마디 이상으로 분할되어 있다. 구후 부속지 안쪽에 있는 머리 근처의 부속지 4쌍은 머리와 앞쪽의 몸통마디 2개에서 발생한 작은 지느러미 모양의 구조물로 생각되며, 2023년 이후 연구에서는 이들이 이분지이고 모두 머리에서 발생한 것으로 간주된다. 나머지 부속지는 전부 이분지형이고 내분지는 걷는다리에 최소 7마디로 이루어져 있으며, 외분지는 달걀 모양에 가깝고 가장자리에 박막(薄膜)이 형성되어 있다. 배끝은 삼각 구조로 되어 있으며 최소 부속지 5쌍이 차지해 있고 3개의 꼬리지느러미가 그 끝에 달려 있는데, 이것은 히메노카리스목 과 후시안후이드 같은 캄브리아기 절지동물에게서 볼 수 있는 특징이다.

## 분류
킬린시아는 보통은 데우테로포다(Deuteropoda)의 극초기 구성원에 놓아둔다. 가장 밀접하다 여겨지는 속은 펑정기아(Fengzhengia)인 것으로 여기고 있다.

## 같이 보기
- 에라투스
- 펑정기아